# August Friedrich Wolper
August Friedrich Wolper (* 17. März 1795 in Göttingen; † 15. Oktober 1832 in Lingen (Ems)) war ein deutscher Autor.

## Leben
Nach dem Besuch des Gymnasiums Vorort studierte Wolper Philologie und Theologie an der Akademie zu Göttingen. Seit 1815 war er Lehrer in Harburg, ging dann 1817 an das Johanneum in Lüneburg, wo er bis 1820 als Collaborator tätig war. Anschließend wechselte er zum Gymnasium Georgianum in Lingen.

## Veröffentlichungen
- Dissertatio De Medea Euripidis tragoedia correcta et denuo edita. J. F. Röwer, 1818.
- Einige Gedanken über den Schulstand. Lingen 1822. 21 S. (Programm Lingen Gymnasium.)
- Commentationes tres: de antiquitate carminum Anacreonteorum. 1825.
- Die Lustspiele. Aus d. Lat. übers. u. m. Anm. begl. v. August Friedrich Wolper. Bdch 1–3 (= Übersetzungsbibl. d. griech. u. röm. Classiker. 3, 1.3.4.). Ragoczy, Prenzlau 1827/1828.
- Minutiae philologicae. Part. I. Lingen 1832. 22 S. (Programm Lingen Gymnasium.)